# Le Caule-Sainte-Beuve
Le Caule-Sainte-Beuve är en kommun i departementet Seine-Maritime i regionen Normandie i norra Frankrike. Kommunen ligger i kantonen Aumale som tillhör arrondissementet Dieppe. År 2022 hade Le Caule-Sainte-Beuve 479 invånare.

## Befolkningsutveckling
Antalet invånare i kommunen Le Caule-Sainte-Beuve
| Referens: INSEE |